# فرجينيا
فرجينيا أو فِرجنية (بالإنجليزية: Virginia)‏ واسمها رسميا كومنولث فرجينيا (بالإنجليزية: Commonwealth of Virginia)‏ هي ولاية تقع على ساحل المحيط الأطلسي للولايات المتحدة. فرجينيا هي جزء من كل من جنوب الولايات المتحدة،  وكذلك وسط الأطلسي. وتسمى فرجينيا «الحكومة القديمة» لكونها أول ملك استعماري أنشئ في البر الرئيسى لمنطقة أمريكا البريطانية،  وتدعى أيضا «أم الرؤساء» لأن ثمانية من رؤساء الولايات المتحدة ولدوا هناك، أكثر من أي ولاية أخرى. وتشكل جبال بلو ريدج وخليج تشيزابيك جغرافيا ومناخ الكمنولث، وتوفر موطنا لكثير من النباتات والحيوانات. عاصمة الكومنولث هي مدينة ريتشموند، وأكبر مدينة من حيث السكان في فرجينيا بيتش، ومقاطعة فيرفاكس هي أكبر قسم سياسي من حيث السكان. وقدر عدد سكان الكومنولث في عام 2014 أكثر من 8.3 مليون نسمة.
بدأ تاريخ المنطقة بالعديد من الجماعات الأصلية، بما في ذلك قبيلة باوهاتان. في عام 1607 أنشأت شركة لندن مستوطنة فرجينيا لتكون أول مستعمرة إنجليزية دائمة في العالم الجديد. لعبت عمالة الرقيق والأراضي المأخوذة من السكان الأصليين دورا مهما في السياسة المبكرة واقتصاد المستعمرة. كانت فرجينيا إحدى المستعمرات الثلاث عشرة في الثورة الأمريكية وانضمت إلى الكونفدرالية في الحرب الأهلية الأمريكية، وأصبحت مدينة ريتشموند عاصمة الكونفدرالية وانفصلت عنها المقاطعات الشمالية الغربية لتشكل ولاية فرجينيا الغربية. ظل الكمنولث تحت حكم حزب واحد لقرن من الزمان تقريبا بعد عصر إعادة الإعمار، إلا أن كلا الطرفين الوطنيين الرئيسيين ينافسان الآن في سياسة فرجينيا الحديثة.
جمعية فرجينيا العامة هي أقدم هيئة لسن القانون في العالم الجديد باقية إلى الآن. وكانت حكومة الولاية الأكثر فعالية بين الولايات من قبل مركز بيو للأبحاث في عامي 2005 و2008. وهي فريدة من نوعها في تعاملها مع المدن والمقاطعات على حد سواء، وإدارة الطرق المحلية، ومنع حكامها من الحكم لفترات متتالية. يعتمد اقتصاد فرجينيا على عديد القطاعات: الزراعة في وادي شيناندواه؛ والوكالات الاتحادية في شمال فرجينيا، بما في ذلك مقر وزارة الدفاع الأمريكية ووكالة الاستخبارات المركزية (CIA)؛ والمرافق العسكرية في هامبتون رودز، موقع الميناء البحري الرئيسي في المنطقة. تغير اقتصاد فرجينيا من الزراعة إلى الصناعة خلال ستينات وسبعينات القرن العشرين، وفي عام 2002 أصبحت رقائق الكمبيوتر هي أهم صادرات الولاية من حيث القيمة النقدية.

## تاريخ ولاية فرجينيا
كان القبطان والتر رالي أول من حاول عدة مرات إنشاء مستوطنة بفرجينيا إلا أن محاولاته بائت بالفشل وفي عام 1607 م نزل القبطان جون سميث وجنوده في سواحل فرجينيا وأقاموا فيها أول مستوطنة إنجليزية تعرف باسم جيمس تاون.

## الصحة
تتصف ولاية فرجينيا بأن لديها سجل صحي متباين؛ ففي حين تُصنف الولاية على أنها الأفضل من حيث بيئتها المادية في التصنيفات الصحية لمؤسسة الصحة المتحدة لعام 2023، فإنها تحتل المرتبة الـ19 من حيث نتائجها الصحية العامة والمرتبة الـ26 من حيث السلوكيات الصحية للسكان. تحتل ولاية فرجينيا كذلك المرتبة الـ22، من بين الولايات الأمريكية، من حيث أدنى معدل للوفيات المبكرة، حيث تبلغ النسبة 8,709 لكل 100,000 شخص، ويبلغ معدل وفيات الرضع 5.61 لكل 1,000 من المواليد الأحياء. كما انخفض معدل سكان فرجينيا غير المؤمن عليهم صحيًا إلى 6.5% عام 2023، بعد توسيع برنامج الرعاية الطبية عام 2019. قامت الشبكة الإعلامية الأمريكية يو إس نيوز آند وورد ريبورت بتصنيف كل من مدينة فولز تشيرش ومقاطعة لودون ضمن أفضل عشرة مجتمعات صحية في عام 2020.
غير أن هنالك تفاوتات عرقية واجتماعية في مجال الصحة، إذ نجد أنه مع ارتفاع معدلات الإصابة بأمراض القلب والسكري، فإن متوسط العمر المتوقع للأمريكيين من أصل أفريقي في فرجينيا أقل بأربع سنوات من الأمريكيين أصحاب البشرة البيضاء وأقل باثني عشر عامًا من الأمريكيين الآسيويين والأمريكيين ذوي الأصول اللاتينية، كما أنهم قد تأثروا بشكل غير متناسب بكوفيد-19 أثناء جائحة فيروس كورونا. كذلك فإن الأمهات الأميركيات من أصل أفريقي هن أكثر عرضة للوفاة أثناء الولادة بنحو ثلاث مرات عن غيرهن من النساء في الولاية. ارتفعت أيضًا معدلات الوفيات بين سكان فرجينيا من الطبقة المتوسطة البيضاء، مع تنامي حالات تعاطي جرعات زائدة من المخدرات، والتسمم بالكحول، والانتحار كأسباب رئيسية لتلك الوفيات. زادت حالات الانتحار في الولاية بأكثر من 14% في الفترة بين عامي 2009 و2023، في حين تضاعفت الوفيات الناجمة عن جرعات زائدة من المخدرات في نفس تلك الفترة. تمتلك فرجينيا نسبة 221.5 طبيبًا من مقدمي الرعاية الأولية لكل 10.000 ساكن، وهو المركز الخامس عشر من حيث الأسوأ على الصعيد الوطني، ونسبة 250.3 من مقدمي خدمات الصحة العقلية فقط لنفس هذا العدد، وهو المركز الرابع عشر من حيث الأسوأ على مستوى البلاد. خلص تقرير للجمعية العامة في ديسمبر 2023 إلى أن جميع المرافق العامة التسعة لرعاية الصحة العقلية كانت ممتلئة بنسبة تزيد عن 95%، ما تسبب في الاكتظاظ وتأخير دخول الحالات للمرافق الصحية.
يمثل الوزن مشكلة بالنسبة للعديد من سكان فرجينيا، إذ أنه بحلول عام 2021 - أصبح 32.2% من البالغين و14.9% من الأطفال الذين تتراوح أعمارهم بين 10 و17 عامًا يعانون من السمنة. علاوة على ذلك، يعاني 35% من البالغين من زيادة الوزن و23.3% لا يمارسون الرياضة بانتظام. قامت السلطات، في يناير 2010، بحظر التدخين في الحانات والمطاعم، وانخفضت نسبة مدخني التبغ في الولاية من 19% في ذلك العام إلى 12.1% في عام 2023، هذا بالإضافة إلى 7.7% من مدخني السجائر الإلكترونية. تمتلك فرجينيا نسبة مئوية أعلى من المتوسط من السكان الذين يتلقون التطعيمات السنوية، وتحتل المرتبة العشرين في التطعيمات السنوية ضد الإنفلونزا. أصبحت فرجينيا في عام 2008 أول ولاية أمريكية تفرض لقاح فيروس الورم الحليمي البشري على الفتيات للالتحاق بالمدارس، وقد حصل 62.7% من المراهقين على اللقاح اعتبارًا من عام 2023.
يُشرف مجلس فرجينيا للصحة على مرافق الرعاية الصحية، ويوجد 88 مستشفى في فرجينيا تضم مجتمعة 17,024 سريرًا بحلول عام 2023. يُعد مستشفى إنوفا فيرفاكس هو أكبر تلك المستشفيات في كل من فرجينيا ومنطقة العاصمة واشنطن، وهو يخدم أكثر من 55,000 مريض سنويًا. يوجد أيضًا مركز جامعة فرجينيا كومنولث الطبي، الذي يضم مستشفى جديدًا للأطفال يحتل مرتبة عالية في طب الأطفال، وهو مكون من 16 طابقًا وقد افتُتح عام 2023، في حين يحتل المركز الطبي الذي تشرف عليه هيئة النظام الصحي بجامعة فرجينيا كومنولث مرتبة عالية في رعاية مرضى السرطان، وتُصنف الولاية ضمن المراكز العشرة الأولى في فحوصات السرطان السنوية. كما يُعد مستشفى سينتارا نورفولك العام، وهو مؤسسة تعليمية تابعة لكلية طب شرق فرجينيا، موقعًا لأول برنامج أمريكي ناجح للتخصيب في المختبر، وجدير بالذكر أن نحو 2.5% من المواليد في الولاية تتم عن طريق التلقيح الصناعي.